# ويليام مورتون فولرتون
ويليام مورتون فولرتون (بالإنجليزية: William Morton Fullerton)‏ هو صحفي أمريكي، ولد في 18 سبتمبر 1865، وتوفي في 26 أغسطس 1952 في باريس في فرنسا.